# Sông Re
Sông Re, còn viết là Sông Rhe, là phụ lưu cấp 1 của sông Trà Khúc, chảy ở tỉnh Kon Tum và Quảng Ngãi, Việt Nam .
Sông Re dài cỡ 70 km, đang bị ô nhiễm vì khai thác vàng .
Sông Re bắt nguồn từ các suối ở phần đông nam xã Hiếu huyện Kon Plong tỉnh Kon Tum với tên Đăk Re 14°37′25″B 108°25′25″Đ / 14,623565°B 108,423504°Đ, chảy hướng đông nam rồi đông.
Sang xã Ba Xa 14°39′43″B 108°35′05″Đ / 14,661986°B 108,584811°Đ huyện Ba Tơ tỉnh Quảng Ngãi sông đổi hướng đông bắc, rồi bắc, và được gọi là ngòi Re.
Tại xã Sơn Hải huyện Sơn Hà sông đổ vào sông Trà Khúc bên bờ phải.